# Ruth E. Carter

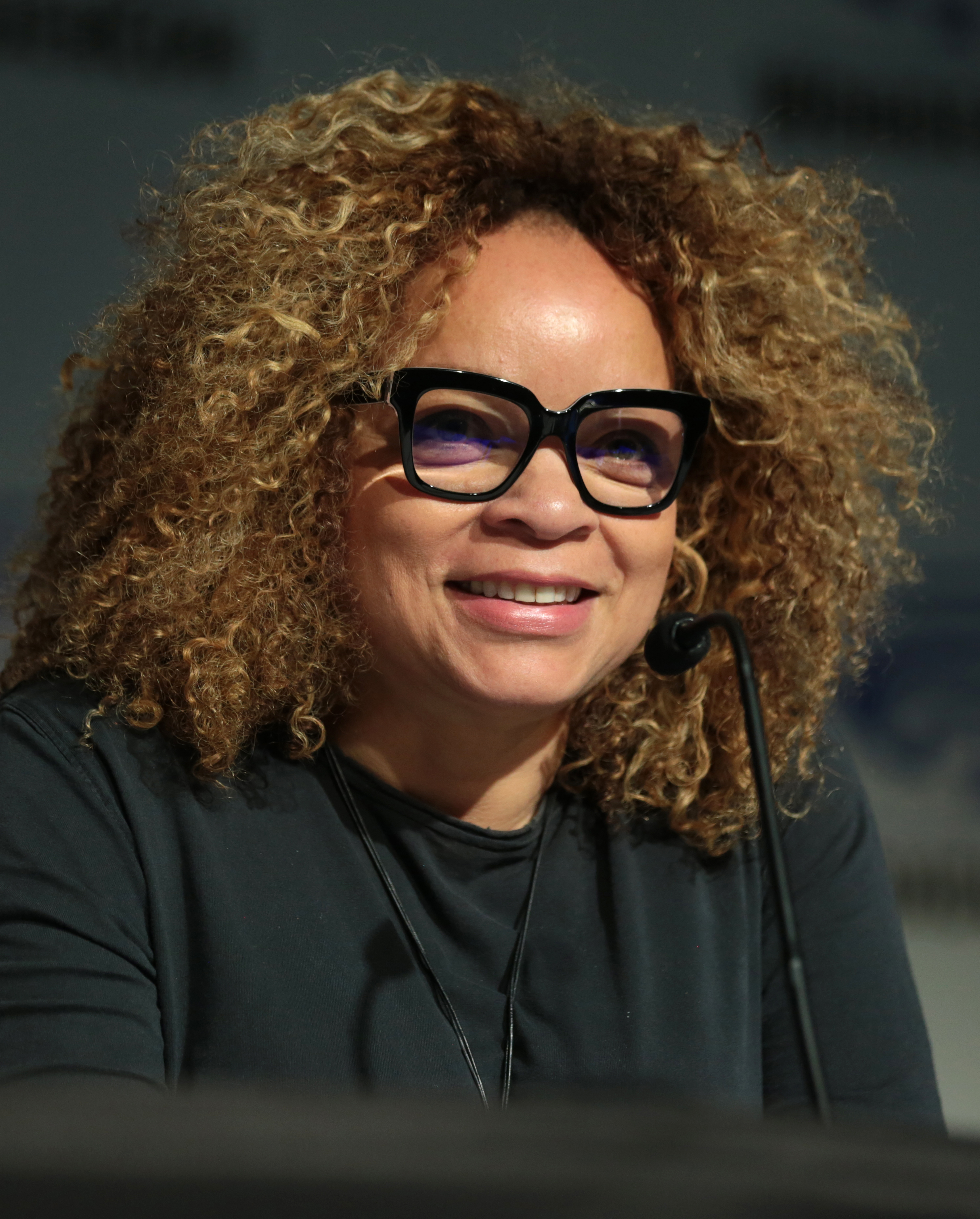
Ruth E. Carter (2018)

Ruth E. Carter (* 10. April 1960 in Springfield, Massachusetts) ist eine US-amerikanische Kostümbildnerin.

## Leben
Carter machte zunächst an der Hampton University in Virginia eine Ausbildung zur Lehrerin. Nach ihrem Abschluss machte sie ein Praktikum an der Santa Fe Opera. Während sie als Kostümbildnerin am Los Angeles Theater Center tätig war, lernte sie Spike Lee kennen. Dies war der Anfang einer langen Zusammenarbeit; Lee setzte Carter zwischen 1988 und 2015 in zwölf seiner Spielfilme als Kostümbildnerin ein, darunter für Mo’ Better Blues und Oldboy. Auch bei seiner Pilotfolge für die Fernsehserie Shark war sie dabei. Carter war 1993 für Malcolm X erstmals für den Oscar in der Kategorie Bestes Kostümdesign nominiert. Eine zweite Nominierung erhielt 1998 sie für ihre Arbeit an Steven Spielbergs Amistad. Zwischen 2001 und 2009 war sie an fünf Eddie Murphy-Filmkomödien beteiligt, beginnend mit Dr. Dolittle 2 bis Zuhause ist der Zauber los.
In dem 2018 erschienenen Marvel-Film Black Panther war sie für das Kostümdesign verantwortlich und erhielt dafür 2019 ihren ersten Oscar. Nachdem ihre Kostüme für Black Panther Einfluss auf die Modebranche hatten, war sie auch Kostümbildnerin für Black Panther: Wakanda Forever, bei dem sie neben afrikainspirierten Kostümen auch mesoamerikanisch beeinflusste Kostüme entwarf. Nachdem sie für den ersten Film den Oscar als erste Afroamerikanerin erhalten hatte, wurde sie 2023 auch für Wakanda Forever mit dem Oscar ausgezeichnet.

## Filmografie (Auswahl)
- 1988: Ghettobusters (I’m Gonna Git You Sucka)
- 1989: Do the Right Thing
- 1990: Mo’ Better Blues
- 1991: Jungle Fever
- 1992: Malcolm X
- 1993: Tina – What’s Love Got to Do with It? (What's Love Got to Do with It)
- 1995: Money Train
- 1996: Great White Hype – Eine K.O.Mödie (The Great White Hype)
- 1997: Amistad
- 1997: Rosewood Burning
- 1999: Summer of Sam
- 2000: Shaft – Noch Fragen? (Shaft)
- 2001: Dr. Dolittle 2
- 2002: I Spy
- 2003: Der Kindergarten Daddy (Daddy Day Care)
- 2005: Serenity – Flucht in neue Welten (Serenity)
- 2005: Vier Brüder (Four Brothers)
- 2008: Mensch, Dave! (Meet Dave)
- 2009: Toy Boy
- 2009: Zuhause ist der Zauber los (Imagine That)
- 2013: Der Butler (The Butler)
- 2013: Oldboy
- 2014: Selma
- 2015: Chi-Raq
- 2016: Die Jones – Spione von nebenan (Keeping Up with the Joneses)
- 2017: Marshall
- 2018: Black Panther
- 2019: Dolemite Is My Name
- 2021: Der Prinz aus Zamunda 2 (Coming 2 America)
- 2022: Black Panther: Wakanda Forever
- 2025: Blood & Sinners (Sinners)

## Auszeichnungen (Auswahl)
- 1993: Oscar-Nominierung in der Kategorie Bestes Kostümdesign für Malcolm X
- 1998: Oscar-Nominierung in der Kategorie Bestes Kostümdesign für Amistad
- 2019: Oscar in der Kategorie Bestes Kostümdesign für Black Panther
- 2023: Oscar in der Kategorie Bestes Kostümdesign für Black Panther: Wakanda Forever